# اوپاتولیتین
اوپاتولیتین (به انگلیسی: Eupatolitin) با فرمول شیمیایی C۱۷H۱۴O۸ یک ترکیب شیمیایی است. که جرم مولی آن ۳۴۶٫۲۸ g/mol می‌باشد. 